# Col de Bretaye
Bretaye (o Col de Bretaye) è un passo alpino nelle Prealpi del Canton Vaud. 

Situato ad un'altitudine di 1 806 m, collega la località di Villars-sur-Ollon agli alpeggi estivi e alle piste da sci mediante la ferrovia a cremagliera BVB.
Dal colle si raggiungono i laghi alpini di Bretaye, lago Nero e lago di Chavonnes.

## Storia

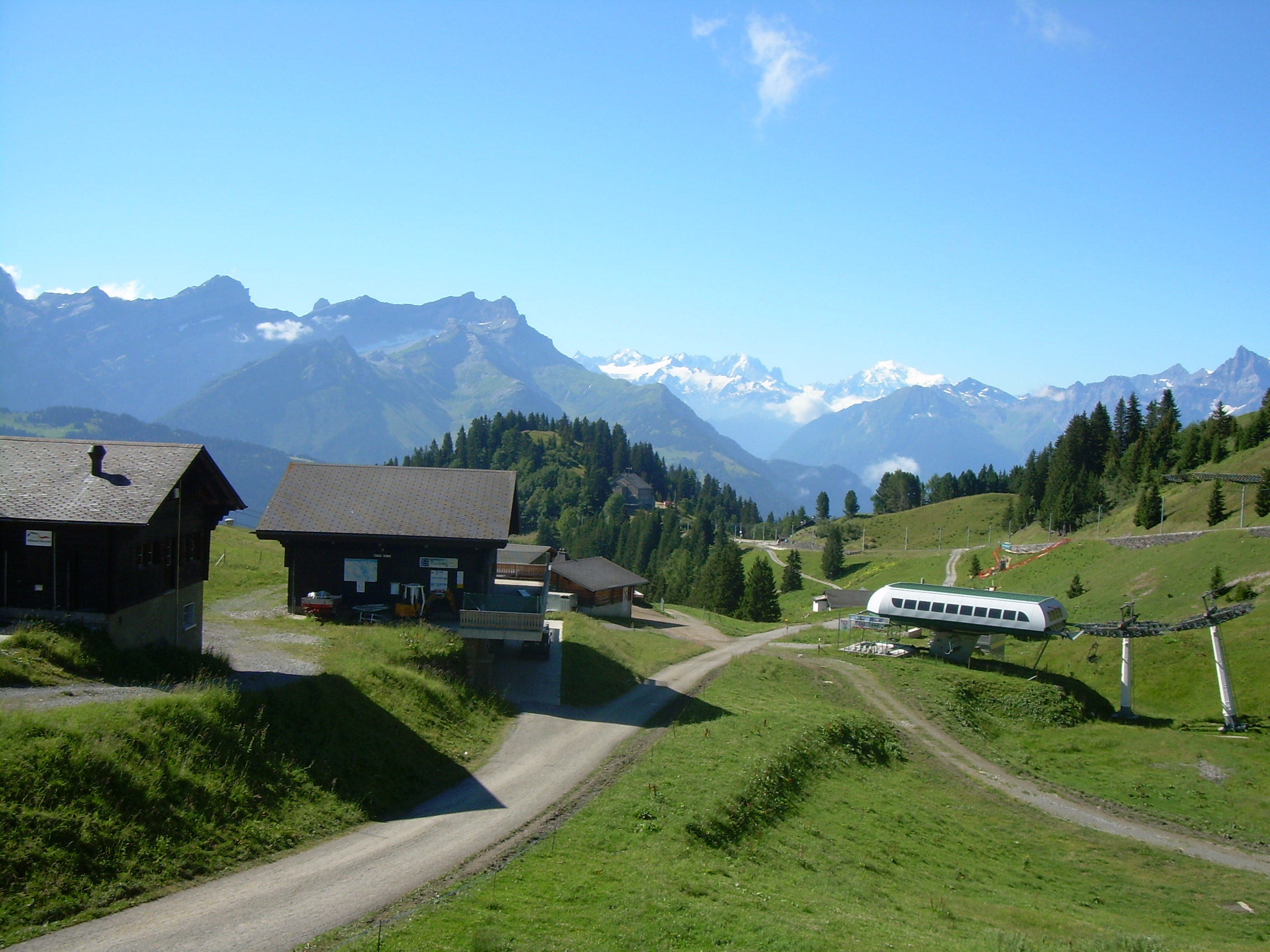
Col de Bretaye
sullo sfondo il Monte Bianco

Una roccia lungo il sentiero diretto al lac des Chavonnes reca una targa di bronzo che ricorda i combattimenti che in questo luogo si sono svolti nel 1798 tra le truppe Confederali svizzere e quelle rivoluzionarie francesi che intendevano imporre la Repubblica Elvetica.

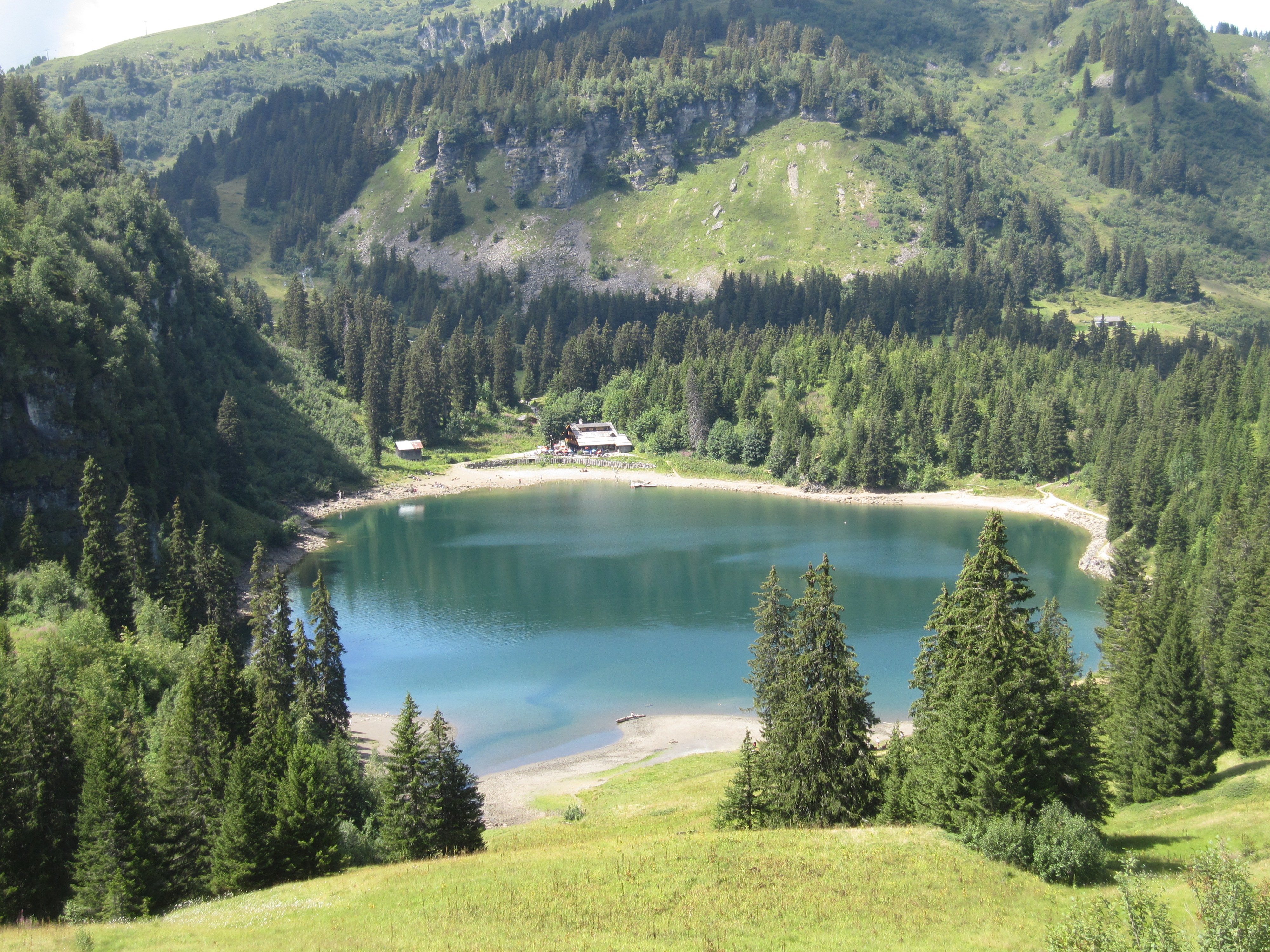
Lac des Chavonnes